# Parc national de Gateway Arch
Le parc national de Gateway Arch (en anglais : Gateway Arch National Park), autrefois le mémorial de l'expansion nationale Jefferson (Jefferson National Expansion Memorial), est un parc national américain situé dans le centre-ville de Saint-Louis, dans l'est de l'État du Missouri.
Il est formé autour de la Gateway Arch, la plus grande arche au monde, d'une hauteur de 192 mètres, d'après laquelle il est nommé et imaginée par l'architecte Eero Saarinen sur la rive droite du fleuve Mississippi, face à l'Illinois. Bien que l'arche soit inaugurée en 1967, le parc national est établi en 2018 par le président Donald Trump, ce qui en fait l'un des plus récents des États-Unis. Il en est également le plus petit, avec une superficie de 0,8 km2, devant le parc national de Hot Springs en Arkansas.

## Historique

### Mémorial national
En 1947, le mémorial de l'expansion nationale Jefferson (Jefferson National Expansion Memorial), établi le 21 décembre 1935 par un ordre exécutif du président Franklin Delano Roosevelt non loin du point de départ de l'expédition Lewis et Clark, lance un grand concours d'architecture dont l'objet est la construction d'un monument à Saint-Louis en hommage aux pionniers partis à la conquête de l'Ouest au XIXe siècle et à Thomas Jefferson. Ce monument doit alors symboliser la porte de l'Ouest et être représentatif du XXe siècle.
Sur les 172 projets présentés, cinq sont retenus pour le second tour. En 1948, la grande arche présentée par l'architecte américano-finlandais Eero Saarinen est sélectionnée. La construction de l'arche ne commence que le 12 février 1963 – 18 mois après la mort de son concepteur – pour s'achever le 28 octobre 1965. L'arche est officiellement inaugurée le 10 juin 1967.
Depuis son ouverture, l'arche est visitée annuellement par environ 4 millions de personnes, soit environ 11 000 visiteurs par jour, dont plus de 5 000 montent au sommet. Il est en effet possible de monter au sommet de l'arche dans de petites cabines de cinq places dans lesquelles les visiteurs ne peuvent se tenir debout. En haut, les visiteurs arrivent dans un petit couloir avec des fenêtres étroites qui rappellent les meurtrières des châteaux forts. Compte tenu de la situation géographique privilégiée de l'arche en plein centre-ville de Saint-Louis et au bord du Mississippi, la vue est particulièrement intéressante.

### Parc national
Le loi du Congrès établissant le parc national de Gateway Arch est introduite à la Chambre des représentants par Lacy Clay et au Sénat par Roy Blunt le 26 juin 2017. Elle est signée par le président Donald Trump le 22 février 2018,.

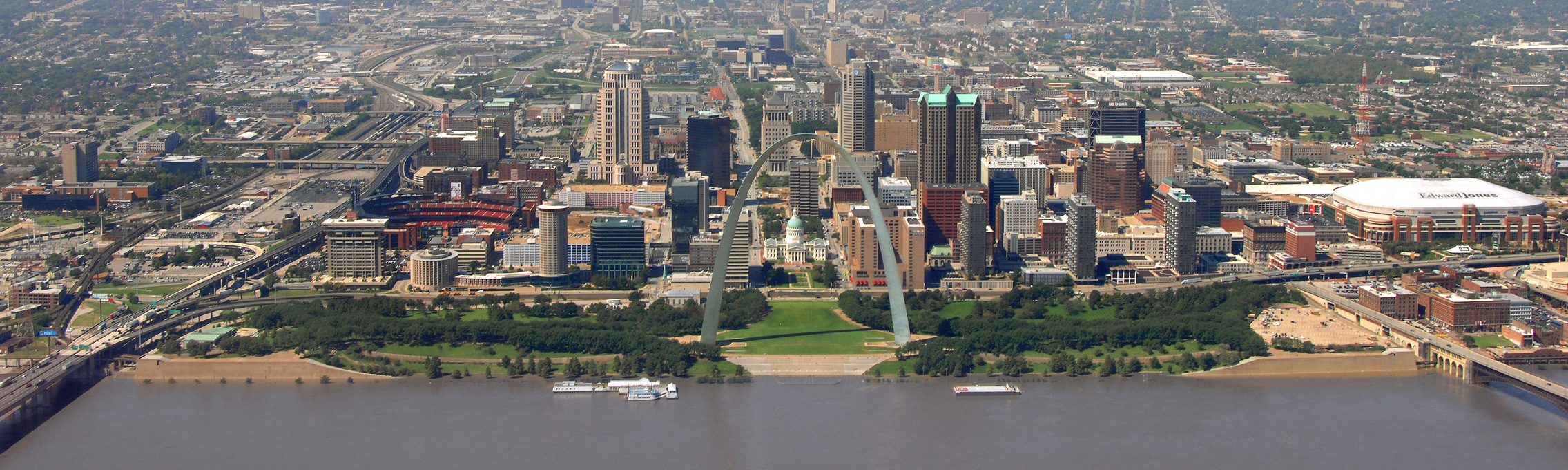
Panorama sur le centre-ville de Saint-Louis depuis East Saint Louis en Illinois (2008). La Gateway Arch, devant l'Old Courthouse, ainsi que le reste du Jefferson National Expansion Memorial, sont au premier plan.